# Abavorana luctuosa
Abavorana luctuosa é uma espécie de anfíbio anuro da família Ranidae. É considerada uma espécie pouco preocupante pela Lista Vermelha da UICN. Está presente em Malásia e Indonésia.